# Herzogtum Prudnik

Wappen des Herzogtums Prudnik

Das Herzogtum Prudnik (auch Herzogtum Neustadt; tschechisch Prudnícké knížectví, polnisch Księstwo prudnickie) war ein Teil des Königreichs Böhmen und ab 1318 ein selbständiges Herzogtum. Residenzort war die gleichnamige Stadt Prudnik (seit 1945 Woiwodschaft Opole).

## Geschichte

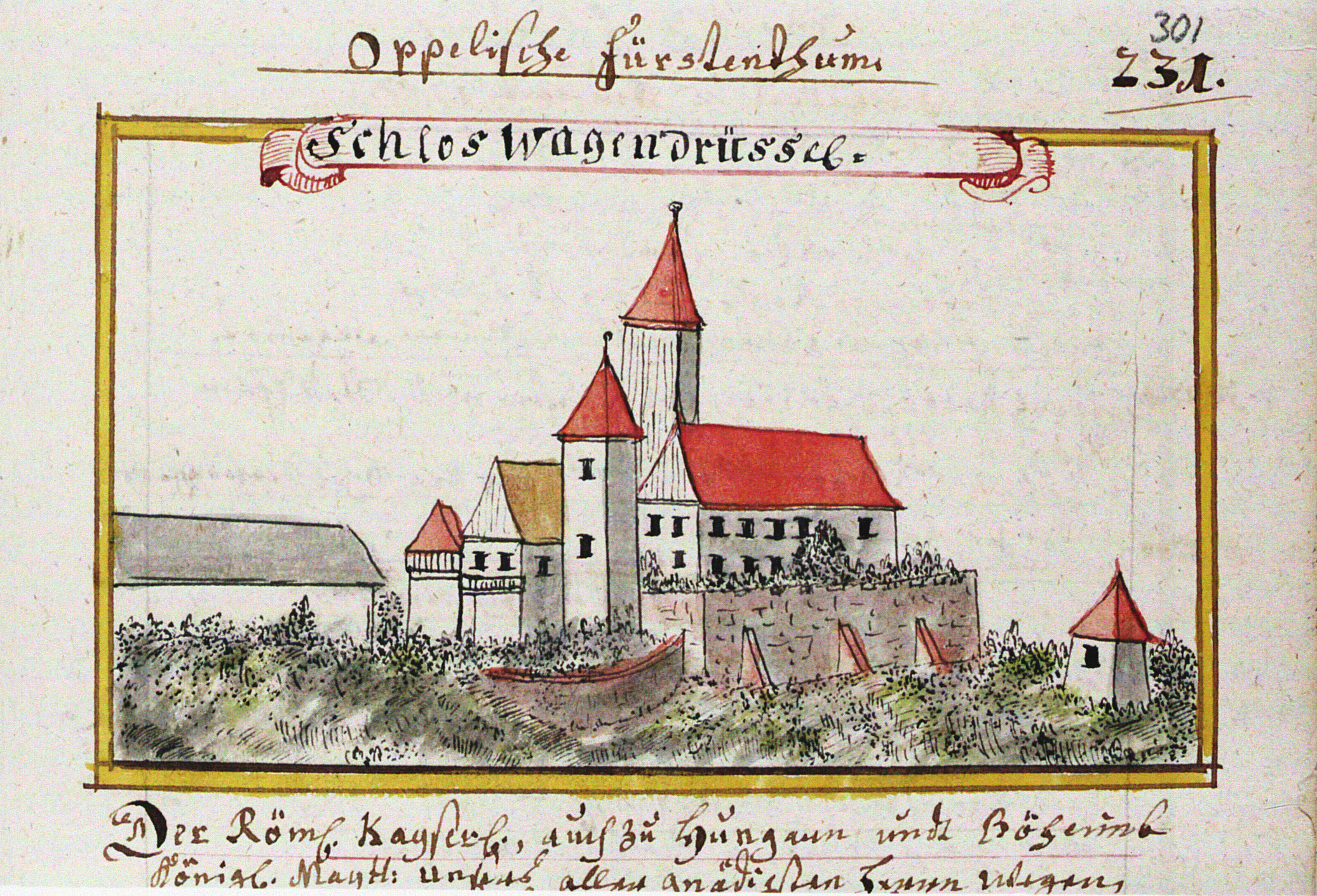
Schloss Prudnik

Das Herzogtum Prudnik wurde 1318 vom Troppauer Herzog Nikolaus II. von Böhmen getrennt. Er regierte über das Herzogtum bis 1337, als er gezwungen wurde, Prudnik an Bolko II. zu übergeben. Das Herzogtum kehrte 1361 dank seiner Heirat mit Juta, der Prinzessin von Falkenberg und Tochter von Bolko, unter die Herrschaft von Nikolaus zurück.
1424 wurde Bolko V. nach dem Rücktritt seines Vaters und seines Onkels Bernhard zum unabhängigen Herrscher über Prudnik und Klein Glogau. Nachfolgend bildete es das vereinigte Herzogtum Klein Glogau und Prudnik.

## Herzöge von Prudnik
- 1318–1337 Nikolaus II. (Troppau)
- 1337–1361 Bolko II. (Oppeln-Falkenberg)
- 1361–1365 Nikolaus II. (Troppau)
- 1365–1367 Bolko II., Wacław, Heinrich (Oppeln-Falkenberg)
- 1367–1367/68 Bolko II.
- 1367/68–1382 Heinrich (Oppeln-Falkenberg)
- 1382–1388 Wladislaus II. (Oppeln)
- 1388–1397 Heinrich VIII. (Glogau)
- 1397–1420 Katarzyna
- 1420–1424 Bernhard (Oppeln-Falkenberg)